# 九六式艦上戦闘機
A5M 九六式艦上戦闘機
落下式増槽を備えて飛行する九六艦戦
V-105号機 (赤城所属、1938年ないし1939年)
- 用途：戦闘機
- 分類：艦上戦闘機
- 設計者：堀越二郎
- 製造者：三菱航空機（のち三菱重工業）
- 運用者： 大日本帝国海軍
- 初飛行：1935年2月4日
- 生産数：1,094機
- 生産開始：1936年
- 退役：1945年
- 運用状況：退役

九六式艦上戦闘機（きゅうろくしきかんじょうせんとうき）は、日本海軍の艦上戦闘機である。海軍初の全金属単葉戦闘機。
略称は九六式艦戦または九六艦戦ないし九六戦。試作機は「九試単座戦闘機（略称は九試単戦）」。アメリカ側のコードネームは“Claude”（クロード）。後継機は零式艦上戦闘機。世界初の近代的艦載機として知られている。

## 特徴
設計に際し高速と空戦時の運動性に重点が置かれ、空気力学的洗練と重量軽減が追求された。堀越技師によれば、後の零式艦上戦闘機よりも会心の作であったと言う。
海軍制式機としては最初の全金属製低翼単葉機となった。設計当時、戦闘機を中心に主流となっていた張り線を使用した薄翼を採らず、高速時の空気抵抗減少のために張り線の無い厚翼を採用した。主翼外形は曲線を繋いだ楕円翼とした。また、国産実用機として初めてフラップを採用している。
空気抵抗の削減のため、世界初のHe 70に初飛行で遅れること3年、九六式陸上攻撃機と並び日本で初めて沈頭鋲を全面採用した。金属板の締結に使っていた従来のリベット(鋲)では金属板表面に頭が突出し、高速で飛ぶ航空機における重大な空気抵抗の原因となっていた。これに対して沈頭鋲はかしめの際に皿頭が金属板を凹ませながら締結するため、機体表面を平滑に仕上げることが可能となった。なお、九試単戦では慣れない鋲打ち作業で出来た表面の刺子様の窪みをパテで埋めて灰緑色塗料を厚めに塗った後に磨きを掛けている。。
主脚は構造重量の増大や未舗装の飛行場での運用想定を勘案して引き込み式とはせずにできる限り小形とした固定脚とし、空気抵抗を抑えるため流線型のスパッツで覆った。これらの技術を盛り込んだ結果、当時の固定脚機の水準を超え、海軍の正式飛行試験において高度3,200m、正規重量での最高速度450km/hと公認される速度を発揮するに至った。
九六式艦戦の設計における最大の特徴は翼端の「ねじり下げ」を戦闘機で初めて採用したことである。
翼弦 (翼断面の前縁と後縁を結ぶ線分) と一様流のなす迎角が飛行中の機首上げなどで大きくなるにつれ発生する揚力も大きくなるが、ある範囲を超えると翼上面の気流が剥離する失速に至る。テーパー翼 (先細翼) では翼弦長の短い翼端部から失速が始まり胴体側に広がっていく。また、一様流と翼弦のなす角度により迎角が決まるため単発機でも多発機でもプロペラ後流の外にある翼端部は失速が早く発生する傾向がある。特に離着陸前後の大迎角、低速飛行状態での翼端部の失速はモーメントの大きさから機体の横安定が損いやすいため危険視される。
翼端失速対策として機体中心線に対して翼弦のなす角度を翼端に寄る程小さくする「ねじり下げ」を行うと翼端部の迎角が小さくなる分失速が遅れることになる。すでに着陸性能改善のための翼端失速対策としてユンカース社で実用に供していることが知られていたが、これを空戦時の高迎角飛行に対して導入したものである。
前線の飛行場などで、着陸時に水溜りの水が尾翼に当たって機体が転覆する場合があった。九六式の操縦席はキャノピーのない開放式であるため、転覆した場合など、操縦席が潰れて、パイロットが重傷を負う場合があった。これを防ぐため、着陸時に油圧フラップを操作すると、連動して操縦席後方から保護棒が突き出すようになっていた。このため万一転覆しても、保護棒が先に接地することで空間が確保され、パイロットの安全が保たれた。
広大な中国戦線での運用を考慮し、九六式艦上戦闘機では航続距離の短さを補うための増槽を九〇式艦上戦闘機、九五式艦上戦闘機に次いで使用した。形状は前期型では胴体に密着するスリッパ型、後期型では零戦同様の涙滴型の落下式増槽であった。
武装は、当時の戦闘機として一般的な7.7 mm機銃 2丁を計器板上部に装備した。照準器はスコープ式である。
他にはフランス製のドボワチン D.510を改装したAXD1を元に、2機の九六式二号一型の発動機をイスパノ・スイザ12Xcrs（水冷12気筒）に換装しイスパノ・スイザ HS.404 20mmモーターカノンを搭載して九六式三号艦戦（A5M3a）と命名し試験を行ったが、第一線からの調達要望に抗し切れず発動機を寿二型改三A(寿三型)に再換装し前線に送り出された。また、2機の九六式一号の主翼にエリコンFF 20 mm 機関砲を搭載したが、砲自体の問題と発射時のヨーイングの問題から試験を中止している。

## 歴史

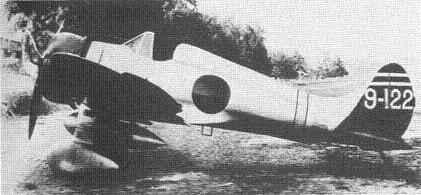
駐機中の九六艦戦

1933年から1934年にかけて、欧米各国では軍用・民間用を問わず 単葉の高速機が順次開発されていた。しかし海軍では航空母艦への着艦と空戦時の旋回性を重視し、単葉への切り替えが遅れていた。1935年に制式採用された九五式艦上戦闘機も複葉で、速度は352km/時という低速であった。この性能では将来の戦闘は戦えないと判断した海軍当局は、1934年の次期艦上戦闘機の設計に際し九試単座戦闘機として、あえて艦上機としての性能を要求せず、近代的高速機を求めた。1934年（昭和9年）、三菱航空機と中島飛行機の両社に試作指示が出された。海軍からの性能要求は以下の通り。
- 最高速度： 高度3000 m付近で190 kt (352 km/h)以上
- 上昇力： 高度5000 mまで6分30秒以内
- 燃料搭載量： 200 L以上
- 兵装： 7.7 mm機銃×2 無線機は受信機のみ
- 寸法制限： 幅11 m以内 長さ8 m以内

1935年（昭和10年）に試作機が完成。審査の結果、三菱機が採用された。競争試作には中島飛行機も応じ、陸軍の九五式戦闘機の競争試作の際に不採用となった低翼単葉のキ11を海軍向けに改修して提出したが、主翼に強度保持の為の張り線がある事がマイナスポイントとなり、また三菱の試作機が抜群の性能を示した為、またしても不採用となった。その後、陸軍の九七式戦闘機の競争試作の際、三菱は本機を陸軍向けに改修した機体をキ33として提出したが、今度は中島飛行機のキ27の方が優れていた為、不採用となった。日本海軍初の全金属単葉戦闘機であり、諸元性能の飛躍が見られるエポックメイキングな機体である。また三菱機の設計を堀越二郎が行った。実測性能値は以下の通り。
- 最高速度： 243.5 kt (451 km/h)
- 上昇力： 高度5000 mまで5分54秒

（三菱一号機 昭和10年1月完成）
設計主務者である堀越らは、試作にあたっては失敗に終わった七試艦上戦闘機の反省も踏まえて技術革新を促すため、要求は速度や上昇力など戦闘機に不可欠なもののみに重点を絞り、航空本部部長山本五十六海軍少将の指示でその他の条件は極力緩和するという方針が示され、本機は艦上戦闘機としての性能要求もされなかった（故に試作名称は「単座」戦闘機であり、「艦上」戦闘機ではない）。結果的にそれが功を奏し、両社ともに要求を上回る性能であったが、ことに全面的に新設計の機体で臨んだ三菱は陸軍向けのキ11を海軍仕様にしたに過ぎない中島機（1機のみ試作）を大きく上回る高性能を示し、関係者をも驚かせた。横須賀海軍航空隊の士官達は、九試単戦が要求を20ノット上回る243ノットを発揮したことに「各務ヶ原は空気の密度が小さいのだろう」と疑っていた。
三菱の試作機は都合6機製作されたが、最初の試作一号機は逆ガル型の主翼を持ち、続く試作機や量産された九六式艦上戦闘機とはかなり印象が異なる機体であった。実質的に九六艦戦の原型となったのは逆ガル翼を廃した試作二号機である。日本で初めて全面的に沈頭鋲を採用した機体でもある。
1935年（昭和10年）6月、試作二号機のテストをおこなった横須賀航空隊分隊長源田実海軍大尉は、上昇力・速力に問題はないとしつつ、射撃性能・着艦性能は特にすぐれているとも感じられず、さらに舵の効きも問題視して格闘性能に疑問を持った。その後の採用会議で源田は、単葉機の旋回性能の悪さを指摘、「複葉機の九五式艦上戦闘機の方が優秀ではないか」として、空戦の検証をせずに九五式艦戦を廃して1本に絞ることに反対した。大西瀧治郎横須賀空教頭もそれを支持して「中央当局は単に机上の空論に頼ることなく、もっと実際に身をもって飛ぶ人の意見を尊重して方針を定められたい」と意見した。そのため、翌日模擬空戦が行われることになり、源田らの判定に任された。その模擬空戦で九試が格闘性能にも優れていることが分かり、源田は自身の不明を詫びてその後は九試単戦の熱心な支持者となった。
ただ、高性能を示したものの、着陸時のバルーニング、大迎え角時のピッチングなどの問題解決や発動機の選定に手間取り、部隊配備までには試作開始から丸3年という日時を要することとなったが、逆に開発に時間をかけたこともあって制式後には大きな不具合は発生していない。なお、本機系列の陸軍向け試作機であるキ18、キ33の競争試作参加を通して陸軍の同世代機である九七式戦闘機にも大きな影響を与えている。ほぼ同時に設計・製作された九六式陸上攻撃機と並んで、欧米各国の模倣を脱して、日本独自の設計思想の下に制作された最初の機体となる。
前作の九五式艦上戦闘機と比較すると、速度は50km/h速く、平面での旋回性能は同等、垂直面での旋回性能（宙返り）は非常に良好。即ち高速で運動性の良い機体が完成した。当時日中戦争中であった中国に送られた機体は、空中戦で当時のボーイング281やカーチスホークIIIなど中国軍戦闘機を圧倒した。
日華事変初期の渡洋爆撃における大被害に対して、九六式一号艦戦を搭載した空母加賀を上海方面へ派遣した。1937年（昭和12年）9月4日、加賀飛行分隊長 中島正海軍大尉指揮の九六式艦戦2機によるカーチスホーク3機撃墜が96式艦戦の初戦果となった。9月10日上海近郊の公大飛行場への渡洋爆撃を足掛かりに同年中には南京方面の中国空軍を駆逐するに至った。
この過程で、海陸の作戦における広域制空権確保の重要性を目の当たりにした一方で、九六式艦戦の行動半径400kmを超える重慶他の中国奥地への長距離爆撃行を邀撃戦闘機による被害を甘受して強行せざるを得ない局面となった結果、後継機の零式艦上戦闘機に更なる航続距離を求めることとなった。

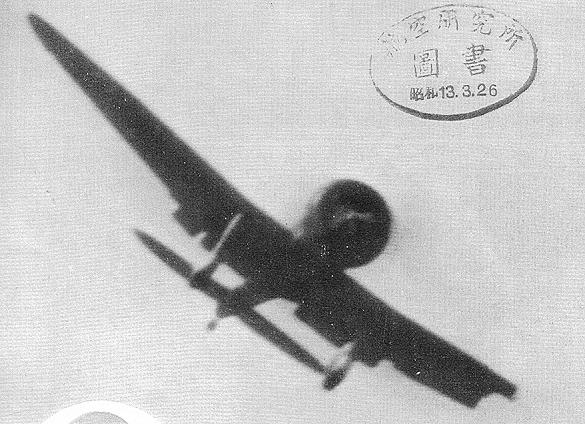
片翼帰還の樫村機

1937年12月9日、樫村寛一三空曹が操縦する九六式艦上戦闘機は、上海から南昌に出撃した際、中国軍のカーチス・ホークIIIと空中衝突し、左翼の左側約1/3以上を失いながらもバランスをとり、無事に帰還した。帰還の様子は撮影され、マスコミにより「片翼帰還」として大きく報道された。この奇跡の機体は、原宿の東郷神社の隣にあった海軍館で展示された。曽根嘉年技師の残した資料によると、この機体は「三菱第三十三号機」で、切断面はまるで名刀でスパリと切り取られたようであり、切断面があと30ミリ(3センチ)ほど内側だったら補助翼の中央ヒンジが破壊され、横の制御が不可能になるところだった。
太平洋戦争序盤1942年（昭和17年）までは、後継機である零戦の配備が間に合わず、鳳翔・龍驤・祥鳳・瑞鳳・大鷹の各空母、および内南洋や後方の基地航空隊に配備されていた。1942年末には概ね第一線から退き、以降は練習機として終戦まで運用された。
日本海軍では国産機だけでなく外国からの輸入も検討しており、単葉の高速機であるHe 112を少数購入して中国戦線へ送る予定であった。しかし速度性能は非常に優れているが上昇力や運動性は九六戦に劣ると判断し導入を見送っている。
1943年から航空機への着水による影響を調査するため、ニセコアンヌプリに設けられたニセコ観測所において、中谷宇吉郎らの研究チームが九六戦を使用した着氷実験を1945年まで継続していた。

## 各型
九試単座戦闘機(カ－14)
1号機は逆ガルタイプの主翼を採用。
1号機改修型はカウリングをコブ付きの直系の小さいものに変更し、カウリングと胴体の段差部分にカバーを追加し、垂直尾翼前にドーサルフィンを追加。
2号機は逆ガルを廃止し発動機は寿三型直結式。
3・4号機は光一型直結を装備。製作機数6機。
それまでの鋼管フレーム構造から、全金属製モノコック構造へと近代化を果たし、日本が戦闘機開発で世界のトップレベルに追い付いた。
九六式一号艦上戦闘機(A5M1)
最初の量産型で発動機は、寿二型改1を装備。武装は 7.7mm機銃2門。三菱航空機で30機生産。
九六式一号艦上戦闘機改(A5M1a)
二号一型の主翼にエリコンFF型20mm機関砲を各1門ずつ装備した実験機。
九六式二号一型艦上戦闘機(A5M2a)
発動機を寿三型に換装、プロペラを3翅とした。
前期型は背びれが低い。
後期型は背びれを高くする代わりに保護棒を廃止。
九六式二号二型艦上戦闘機(A5M2b)
前期型は発動機の過冷防止、風圧に対する操縦者保護のため、胴体を太くしてカウルフラップ、および密閉式風防を取り付けた。
後期型は視界不良とされた密閉式風防が取り外されて、代わりに操縦者保護のため背びれを高くした。
昇降舵系統に剛性低下操縦方式を導入(従来説では零戦からだったが、近年の研究で判明)。
二号一型、二型併せて39機を三菱で生産。

九六式三号艦戦(A5M3a)

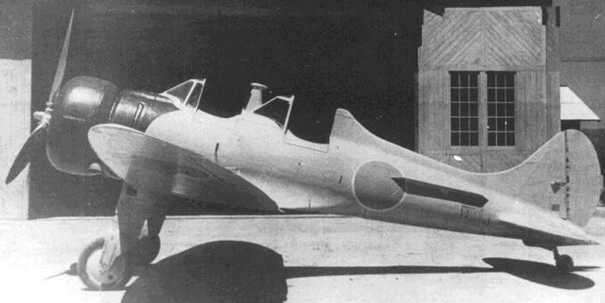
二式練習用戦闘機

（胴体が一号艦戦同様に細い）二号一型艦戦を改造し、20mmイスパノ型モーターカノン砲とイスパノ12Xcrs水冷発動機を装備した実験機。2機製作された。その後、空冷エンジンに再換装され、前線に配備された。
九六式四号艦戦(A5M4)
発動機を寿四一型に換装。最も多く生産された型で、三菱の他に佐世保工廠、九州飛行機などで合計約 1,000機が生産された。
二式練習用戦闘機(A5M4-K)
九六式艦戦を複座化した練習機。

## 諸元
| 制式名称     | 九試単座戦闘機(1号機)           | 九六式一号艦上戦闘機                        |
| ------------ | ------------------------------- | ------------------------------------------- |
| 全幅         | 11.0m                           | 11.0m                                       |
| 全長         | 7.67m                           | 7.71m                                       |
| 全高         | 3.27m                           | 3.20m                                       |
| 翼面積       | 17.03m2                         | 17.80m2                                     |
| 自重         | 1040kg                          | 1075kg                                      |
| 正規全備重量 | 1373kg                          | 1500kg                                      |
| 発動機       | 中島 寿五型 空冷星型9気筒 600hp | 中島 寿二型改一 空冷星型9気筒 460hp         |
| 最高速度     | 243.5kt (450.9 km/h)            | 219kt (405.6km/h)                           |
| 航続距離     | km                              | 1200km                                      |
| 武装         | 7.7 mm機銃 ×2                   | 7.7mm機銃×2 、 30 kg爆弾×2または50 kg爆弾×1 |

## 登場作品

### 漫画・アニメ
『風立ちぬ』宮崎駿
主人公である堀越二郎が、完成させた戦闘機。作品中では逆ガル翼になっているため、試作型と分かる。
『月刊モデルグラフィックス』2009年4 - 9月号・11 - 12月号、2010年1月号（全9回）

『ストライクウィッチーズ』
アニメ一期序盤でネウロイに応戦するも撃墜されていく。
『アルキメデスの大戦』
九試単座戦闘機試作一号機が登場し、中島飛行機、及び櫂が指揮する海軍航空廠の試作機と採用をめぐり争う。

### ゲーム
『Gunship Sequel： WW2』
ゲーム開始時のフリー機体の一つ。
『steel of wings』
「報国-212」とマーキングされた機体が登場。マーキングより第十二航空隊の機体と思われる。
『War Thunder』
日本の空軍ツリーの序盤の機体として「九六式艦上戦闘機(A5M4)」、羽切松雄氏の搭乗機である「九六式艦上戦闘機羽切松雄搭乗機（Hagiri's A5M4）」が登場する。
『World of Warplanes』
日本ツリーのTierIIIにカ14とA5Mが登場。
『World of Warships』
日本ツリーのTier4空母「鳳翔」とTier5空母「瑞鳳」の艦上戦闘機として「A5M4」が登場。
『艦隊これくしょん -艦これ-』
艦載機として二号二型(帝國生命號がモデル)と、四号と思われる「九六式艦戦改」が登場。
『艦つく』
一号が、初めてのの単葉艦上戦闘機として開発可能。また「鳳翔」の1942年時の艦上戦闘機や、「大鳳」の初期の艦上戦闘機、「赤城」の初期の艦上戦闘機としても搭載されている。名称は『九六式一号艦上戦闘機』。
四号が、三機目の艦上戦闘機として開発可能。「大鷹」の初期の艦上戦闘機や「祥鳳」の初期の艦上戦闘機としても搭載されている。名称は『九六式四号艦上戦闘機』。

## ギャラリー

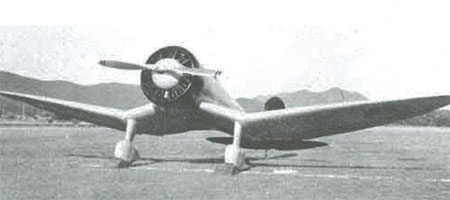
九試単座戦闘機
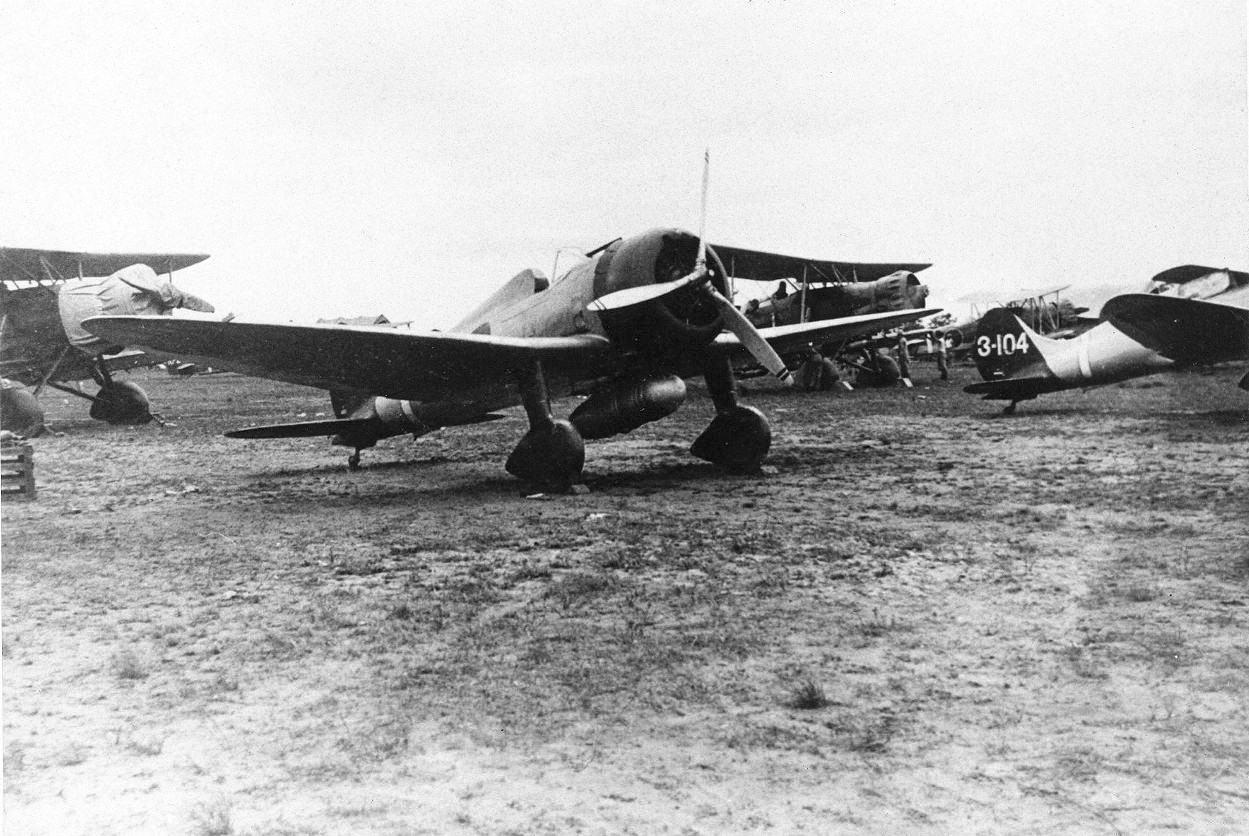
増槽装備の九六二号二型艦戦
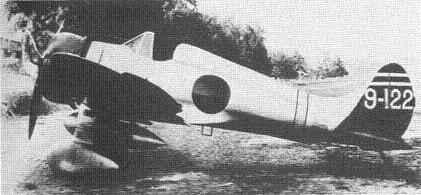
落下式増槽を備えた九六艦戦
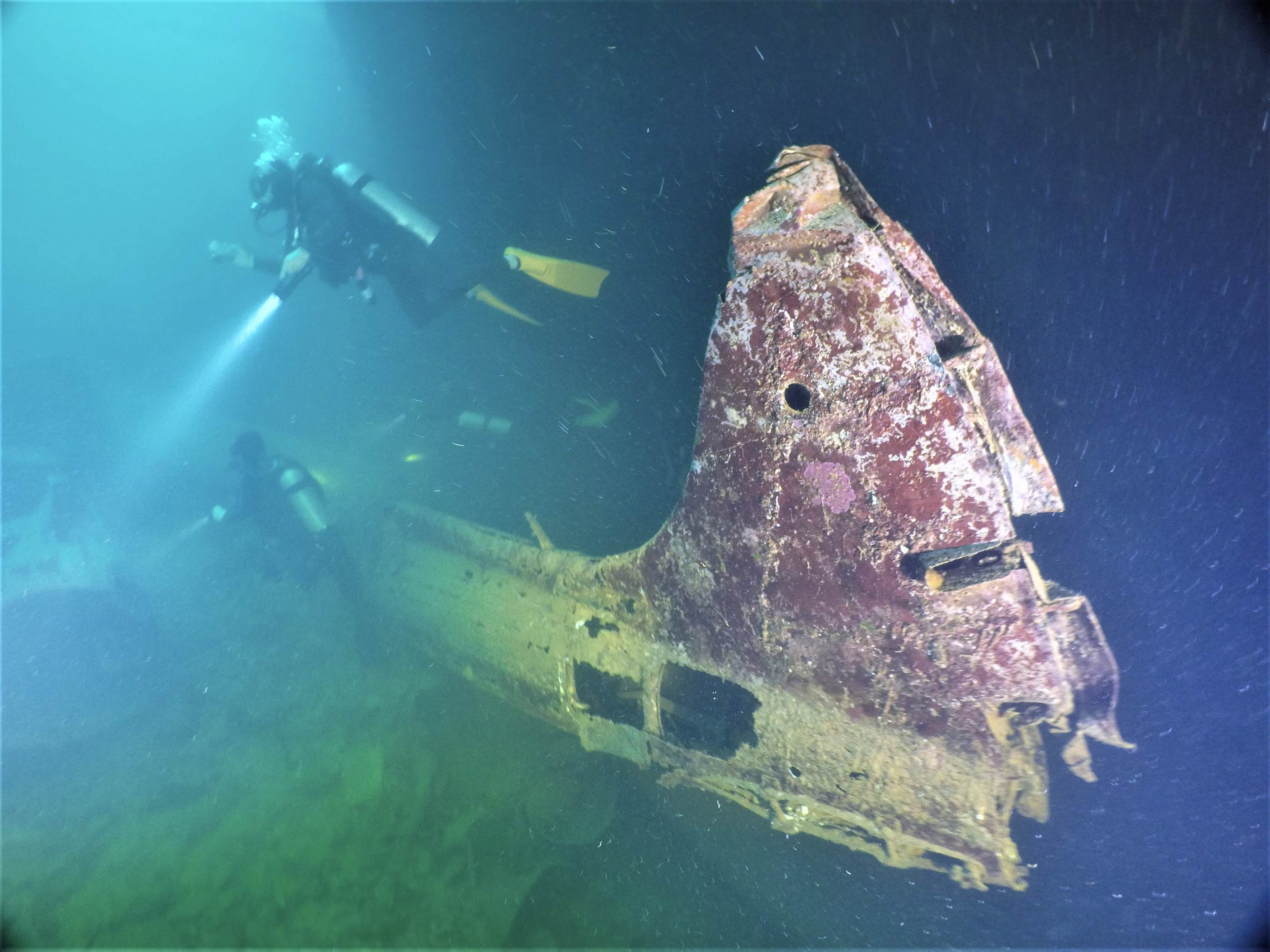
トラック諸島の富士川丸の船倉に残る九六式艦上戦闘機